# イソシトシン
イソシトシン（英語: isocytosine）または、2-アミノウラシル（英語: 2-aminouracil）は、ピリミジン塩基の1つで、シトシンの異性体。DNAの正常塩基対の非天然核酸アナログの研究では、イソグアニンと組み合わせて使用される。特に、ハチモジRNAの核酸塩基として使用される。

イソグアニン-イソシトシン塩基対

## 合成

リンゴ酸からイソシトシンの合成

グアニジンとリンゴ酸から合成できる。

## 利用
また、金属錯体結合、水素結合、核酸塩基の互変異性とプロトン移動効果に関する物理化学的研究でも使用される。

イソシトシンの互変異性